# Gabriel Schürrer
Gabriel Francisco Schürrer Peralta (ur. 16 sierpnia 1971 w Rafaeli) – argentyński trener piłkarski i piłkarz pochodzenia niemiecko–hiszpańskiego występujący na pozycji obrońcy.

## Kariera klubowa
Schürrer zawodową karierę rozpoczynał w 1989 w klubie Lanús. W tym samym roku został wypożyczony do Atlético Rafaela, gdzie spędził sezon. W 1990 wrócił do Lanúsa z Primera División Argentina. W 1991 spadł z nim do Primera B Nacional, ale w 1992 wrócił do Primera División. W 1996 zdobył z zespołem Copa CONMEBOL.
W tym samym roku Schürrer trafił do hiszpańskiego Racingu Santander. W hiszpańskiej Primera División zadebiutował 1 września 1996 w wygranym 3:2 pojedynku z Valencią. 13 października 1996 w zremisowanym 2:2 spotkaniu z Realem Madryt strzelił pierwszego gola w Primera División. W Racingu spędził 2 lata.
W 1998 odszedł do Deportivo La Coruña, także grającego w Primera División. Pierwszy ligowy mecz zaliczył tam 30 sierpnia 1998 przeciwko Celcie Vigo (0:0). W 2000 zdobył z klubem mistrzostwo Hiszpanii. W tym samym roku został graczem innego zespołu Primera División, UD Las Palmas. Zadebiutował tam 23 września 2000 w zremisowanym 1:1 pojedynku z Realem Valladolid. W Las Palmas Schürrer spędził 2 lata.
W 2002, po spadku Las Palmas, odszedł do Realu Sociedad z Primera División. Ligowy debiut zanotował tam 1 września 2002 przeciwko Athleticowi Bilbao (4:2). W 2003 wywalczył z zespołem wicemistrzostwo Hiszpanii. W Realu grał jeszcze przez rok.
W 2004 Schürrer podpisał kontrakt z greckim Olympiakosem. W Superleague Ellada zadebiutował 19 września 2004 w wygranym 2:1 meczu z Kallitheą. W 2005 oraz w 2006 zdobył z klubem mistrzostwo Grecji oraz Puchar Grecji. W 2006 wrócił do Hiszpanii, gdzie został zawodnikiem Málagi z Segunda División. W 2007 zakończył tam karierę.

## Kariera reprezentacyjna
W reprezentacji Argentyny Schürrer zadebiutował 13 maja 1995 w zremisowanym 1:1 towarzyskim meczu z RPA. W tym samym roku został powołany do kadry na Copa América. Na tamtym turnieju nie zagrał jednak w żadnym meczu, a Argentyna odpadła z niego w ćwierćfinale. W drużynie narodowej rozegrał w sumie 4 spotkania, wszystkie w 1995 roku.